# Neuvy-Bouin
Neuvy-Bouin ist eine französische Gemeinde mit 484 Einwohnern (Stand: 1. Januar 2022) im Département Deux-Sèvres in der Region Nouvelle-Aquitaine (vor 2016: Poitou-Charentes). Sie gehört zum Arrondissement Bressuire und zum Kanton Cerizay. Die Einwohner werden Neuvysois und Neuvysoises genannt.

## Geographie
Neuvy-Bouin liegt etwa acht Kilometer westnordwestlich von Parthenay. Die Sèvre Nantaise entspringt hier. Neuvy-Bouin wird umgeben von den Nachbargemeinden La Chapelle-Saint-Laurent im Norden, Clessé im Nordosten, Pougne-Hérisson im Osten und Südosten, Secondigny im Süden, Vernoux-en-Gâtine im Südwesten sowie Trayes und Largeasse im Westen.

## Bevölkerungsentwicklung
| Jahr      | 1954 | 1962 | 1968 | 1975 | 1982 | 1990 | 1999 | 2006 | 2019 |
| Einwohner | 847  | 758  | 708  | 620  | 596  | 516  | 523  | 500  | 492  |

## Sehenswürdigkeiten
- Kirche Notre-Dame
- mehrere Großkreuze

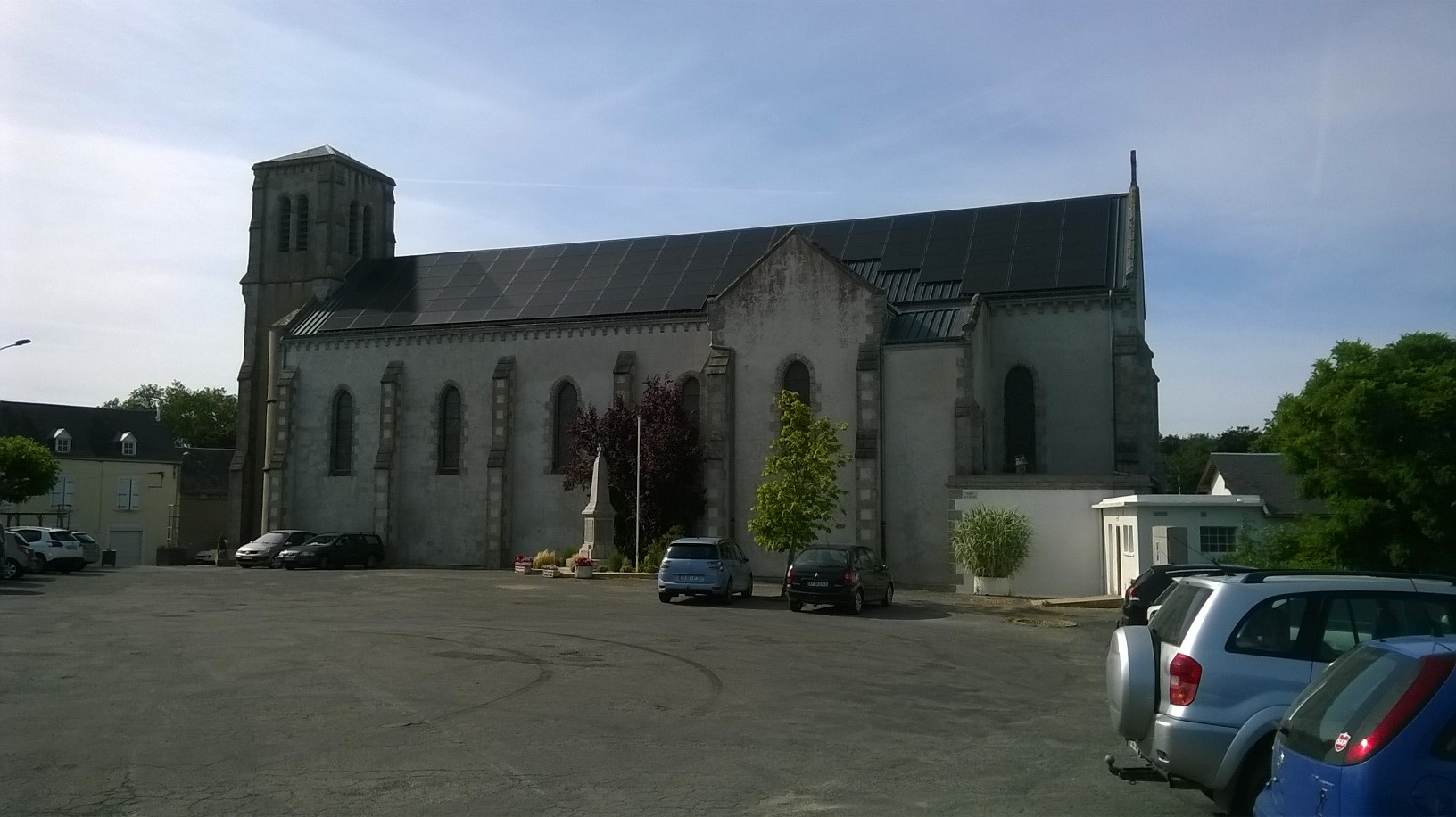
Kirche Notre-Dame

- Herrenhäuser aus dem 16./17. Jahrhundert